# Emydorhinus sciuroides
Emydorhinus sciuroides és una espècie de sinàpsid extint de la família de l'ordre dels dicinodonts que visqué al sud d'Àfrica durant el Permià superior. Se n'han trobat restes fòssils a la província sud-africana del Cap Oriental. Es tracta de l'única espècie reconeguda del gènere Emydorhinus. És el tàxon germà del miosaure, un sinàpsid primitiu del Triàsic inferior. El seu nom específic, sciuroides, significa 'semblant a un esquirol' en llatí.